# Élections législatives de 1958 en Vaucluse
Les élections législatives françaises de 1958 se déroulent les 23 et 30 novembre 1958. Dans le département de Vaucluse, trois députés sont à élire dans le cadre de trois circonscriptions.

## Élus
| Circonscription | Député élu      | Parti | Parti |
| --------------- | --------------- | ----- | ----- |
| 1re             | Henri Mazo      |       | UNR   |
| 2e              | Georges Santoni |       | UNR   |
| 3e              | Jacques Bérard  |       | UNR   |

## Système électoral
Pour la première fois depuis 1936, les élections législatives ont lieu au scrutin uninominal majoritaire à deux tours dans des circonscriptions uninominales.
Est élu au premier tour le candidat qui réunit la majorité absolue des suffrages exprimés et un nombre de voix au moins égal au quart (25 %) des électeurs inscrits dans la circonscription. Si aucun des candidats ne satisfait ces conditions, un second tour est organisé entre les candidats ayant réuni un nombre de voix au moins égal à 5 % des suffrages exprimés. Au second tour, le candidat arrivé en tête est déclaré élu.
Le seuil de qualification, basé sur un pourcentage relativement faible des suffrages exprimés, tend à faciliter l'accès au second tour de plus de deux candidats. Les candidats en lice au second tour peuvent ainsi fréquemment être trois, un cas de figure appelé « triangulaire ». Lorsque quatre candidats s'affrontent au second tour, on parle de « quadrangulaire ».

## Résultats

### Résultats à l'échelle du département
| Parti          | Parti                                            | Premier tour | Premier tour | Second tour | Second tour | Sièges |
| Parti          | Parti                                            | Voix         | %            | Voix        | %           | Sièges |
| -------------- | ------------------------------------------------ | ------------ | ------------ | ----------- | ----------- | ------ |
|                | Union pour la nouvelle République                | 24 628       | 19,52        | 61 985      | 48,78       | 3      |
|                | Modérés                                          | 4 270        | 3,38         | Retrait     | Retrait     | 0      |
|                | Centre national des indépendants et paysans      | 3 263        | 2,59         | Retrait     | Retrait     | 0      |
|                | Droite parlementaire                             | 32 161       | 25,49        | 61 985      | 48,78       | 3      |
|                |                                                  |              |              |             |             |        |
|                | Parti communiste français                        | 26 623       | 21,10        | 36 088      | 28,40       | 0      |
|                | Parti républicain, radical et radical-socialiste | 23 025       | 18,25        | 11 997      | 9,44        | 0      |
|                | Section française de l'Internationale ouvrière   | 19 287       | 15,28        | 11 390      | 8,96        | 0      |
|                | Mouvement républicain populaire                  | 11 963       | 9,48         | Retrait     | Retrait     | 0      |
|                | Centre républicain                               | 7 438        | 5,89         | 5 615       | 4,42        | 0      |
|                | Extrême droite                                   | 5 698        | 4,52         | Retrait     | Retrait     | 0      |
|                |                                                  |              |              |             |             |        |
| Inscrits       | Inscrits                                         | 170 849      | 100,00       | 170 672     | 100,00      | 3      |
| Abstentions    | Abstentions                                      | 40 487       | 23,7         | 38 807      | 22,74       |        |
| Votants        | Votants                                          | 130 362      | 76,3         | 131 865     | 77,26       |        |
| Blancs et nuls | Blancs et nuls                                   | 4 167        | 3,2          | 4 790       | 3,63        |        |
| Exprimés       | Exprimés                                         | 126 195      | 96,8         | 127 075     | 96,37       |        |

### Résultats par circonscription

#### Première circonscription (Avignon)
| Candidat       | Candidat         | Parti          | Premier tour | Premier tour | Second tour | Second tour |  |
| Candidat       | Candidat         | Parti          | Voix         | %            | Voix        | %           |  |
| -------------- | ---------------- | -------------- | ------------ | ------------ | ----------- | ----------- |  |
|                | Henri Mazo élu   | UNR            | 11 469       | 24,34        | 30 981      | 68,69       |  |
|                | Paul Puaux       | PCF            | 9 659        | 20,5         | 14 123      | 31,31       |  |
|                | Édouard Daladier | Radsoc         | 7 648        | 16,23        | Retrait     | Retrait     |  |
|                | Henri Duffaut    | SFIO           | 7 488        | 15,89        | Retrait     | Retrait     |  |
|                | Gabriel Valay    | MRP            | 4 638        | 9,84         | Retrait     | Retrait     |  |
|                | Pierre Duplan    | CNIP           | 3 263        | 6,92         | Retrait     | Retrait     |  |
|                | Pierre Pommier   | CR             | 2 963        | 6,29         | Retrait     | Retrait     |  |
|                |                  |                |              |              |             |             |  |
| Inscrits       | Inscrits         | Inscrits       | 63 018       | 100,00       | 62 977      | 100,00      |  |
| Abstentions    | Abstentions      | Abstentions    | 14 352       | 22,77        | 15 069      | 23,93       |  |
| Votants        | Votants          | Votants        | 48 666       | 77,23        | 47 908      | 76,07       |  |
| Blancs et nuls | Blancs et nuls   | Blancs et nuls | 1 538        | 3,16         | 2 804       | 5,85        |  |
| Exprimés       | Exprimés         | Exprimés       | 47 128       | 96,84        | 45 104      | 94,15       |  |

#### Deuxième circonscription (Carpentras)
| Candidat       | Candidat              | Parti          | Premier tour | Premier tour | Second tour | Second tour |  |
| Candidat       | Candidat              | Parti          | Voix         | %            | Voix        | %           |  |
| -------------- | --------------------- | -------------- | ------------ | ------------ | ----------- | ----------- |  |
|                | Claude Granoux        | PCF            | 7 975        | 19,92        | 9 258       | 22,14       |  |
|                | Pierre Augier         | SFIO           | 7 886        | 19,7         | 11 390      | 27,24       |  |
|                | Georges Santoni élu   | UNR            | 7 244        | 18,09        | 15 550      | 37,19       |  |
|                | Maurice Julien        | Radsoc         | 4 599        | 11,49        | Retrait     | Retrait     |  |
|                | Jean-Pierre Michelier | CR             | 4 475        | 11,18        | 5 615       | 13,43       |  |
|                | Maurice Charretier    | Modérés        | 4 270        | 10,67        | Retrait     | Retrait     |  |
|                | Roger Galas           | MRP            | 3 588        | 8,96         | Retrait     | Retrait     |  |
|                |                       |                |              |              |             |             |  |
| Inscrits       | Inscrits              | Inscrits       | 54 317       | 100,00       | 54 312      | 100,00      |  |
| Abstentions    | Abstentions           | Abstentions    | 12 949       | 23,84        | 11 598      | 21,35       |  |
| Votants        | Votants               | Votants        | 41 368       | 76,16        | 42 714      | 78,65       |  |
| Blancs et nuls | Blancs et nuls        | Blancs et nuls | 1 331        | 3,22         | 901         | 2,11        |  |
| Exprimés       | Exprimés              | Exprimés       | 40 037       | 96,78        | 41 813      | 97,89       |  |

#### Troisième circonscription (Orange)
| Candidat       | Candidat           | Parti          | Premier tour | Premier tour | Second tour | Second tour |  |
| Candidat       | Candidat           | Parti          | Voix         | %            | Voix        | %           |  |
| -------------- | ------------------ | -------------- | ------------ | ------------ | ----------- | ----------- |  |
|                | Fernand Marin      | PCF            | 8 989        | 23,03        | 12 707      | 31,64       |  |
|                | Jules Niel         | Radsoc         | 7 147        | 18,31        | 11 997      | 29,87       |  |
|                | Jacques Bérard élu | UNR            | 5 915        | 15,16        | 15 454      | 38,48       |  |
|                | Jacques Teissier   | Extrême droite | 5 698        | 14,6         | Retrait     | Retrait     |  |
|                | Aimé Pètre         | SFIO           | 3 913        | 10,03        | Retrait     | Retrait     |  |
|                | Roger Chevalier    | MRP            | 3 737        | 9,57         | Retrait     | Retrait     |  |
|                | Ellen Robert       | Radsoc         | 3 631        | 9,3          | Retrait     | Retrait     |  |
|                |                    |                |              |              |             |             |  |
| Inscrits       | Inscrits           | Inscrits       | 53 514       | 100,00       | 53 383      | 100,00      |  |
| Abstentions    | Abstentions        | Abstentions    | 13 186       | 24,64        | 12 140      | 22,74       |  |
| Votants        | Votants            | Votants        | 40 328       | 75,36        | 41 243      | 77,26       |  |
| Blancs et nuls | Blancs et nuls     | Blancs et nuls | 1 298        | 3,22         | 1 085       | 2,63        |  |
| Exprimés       | Exprimés           | Exprimés       | 39 030       | 96,78        | 40 158      | 97,37       |  |